# Pycnoclavella kottae
Pycnoclavella kottae is een zakpijpensoort uit de familie van de Pycnoclavellidae. De wetenschappelijke naam van de soort is voor het eerst geldig gepubliceerd in 1960 door Millar.